# Italiensk for begyndere
Italiensk for begyndere é um filme de drama dinamarquês de 2000 dirigido e escrito por Lone Scherfig. Foi selecionado como representante da Dinamarca à edição do Oscar 2001, organizada pela Academia de Artes e Ciências Cinematográficas.

## Elenco
- Anders W. Berthelsen - Andreas
- Anette Støvelbæk - Olympia
- Ann Eleonora Jørgensen - Karen
- Peter Gantzler - Jørgen Mortensen
- Lars Kaalund - Hal-Finn
- Sara Indrio Jensen - Giulia
- Karen-Lise Mynster - Kirsten